# Ronde van Spanje voor vrouwen 2016
De tweede editie van de Spaanse wielerwedstrijd Madrid Challenge werd gehouden op 11 september 2016. De wedstrijd van 87 km in de straten van Madrid maakte deel uit van de UCI Women's World Tour 2016 en was ingedeeld in de wedstrijdcategorie 1.WWT. De Belgische Jolien D'Hoore won de sprint van het peloton voor haar Australische ploeggenote Chloe Hosking en de Italiaanse Marta Bastianelli.
De leider in het World Tour-klassement Megan Guarnier kwam als 46ste over de meet, maar was mathematisch al zeker van de eindoverwinning.

## Deelnemende ploegen
| Merkenploegen              | Merkenploegen                        | Nationale selectie |
| -------------------------- | ------------------------------------ | ------------------ |
| Alé Cipollini              | Liv-Plantur                          | Spanje             |
| BePink                     | Lointek                              |                    |
| Bizkaia-Durango            | Lotto Soudal Ladies                  |                    |
| Boels Dolmans Cycling Team | Orica-AIS                            |                    |
| BTC City Ljubljana         | Parkhotel Valkenburg                 |                    |
| Cylance Pro Cycling        | Poitou-Charentes.Futuroscope.86      |                    |
| Hitec Products             | Topsport Vlaanderen-Etixx-Guill D'or |                    |
| Lares-Waowdeals            | Weber Shimano Ladies Power           |                    |
| Lensworld.eu - Zannata     | Wiggle High5                         |                    |

## Uitslag
| Plaats  | Naam                      | Ploeg                                | Tijd     |
| ------- | ------------------------- | ------------------------------------ | -------- |
| Winnaar | Jolien D'Hoore            | Wiggle High5                         | 2u01'01" |
| 2       | Chloe Hosking             | Wiggle High5                         | z.t.     |
| 3       | Marta Bastianelli         | Alé Cipollini                        | z.t.     |
| 4       | Chantal Blaak             | Boels Dolmans Cycling Team           | z.t.     |
| 5       | Maria Giulia Confalonieri | Lensworld.eu - Zannata               | z.t.     |
| 6       | Carmen Small              | Cylance Pro Cycling                  | z.t.     |
| 7       | Monique van de Ree        | Lares-Waowdeals                      | z.t.     |
| 8       | Eugenia Bujak             | BTC City Ljubljana                   | z.t.     |
| 9       | Roxane Fournier           | Poitou-Charentes.Futuroscope.86      | z.t.     |
| 10      | Emilie Moberg             | Hitec Products                       | z.t.     |
| 11      | Leah Kirchmann            | Liv-Plantur                          | z.t.     |
| 12      | Sheyla Gutiérrez          | Cylance Pro Cycling                  | z.t.     |
| 13      | Ilaria Sanguineti         | BePink                               | z.t.     |
| 14      | Jessica Allen             | Orica-AIS                            | z.t.     |
| 15      | Mia Radotic               | BTC City Ljubljana                   | z.t.     |
| 16      | Tatiana Guderzo           | Hitec Products                       | z.t.     |
| 17      | Valerie Demey             | Topsport Vlaanderen-Etixx-Guill D'or | z.t.     |
| 18      | Christine Majerus         | Boels Dolmans Cycling Team           | z.t.     |
| 19      | Amalie Dideriksen         | Boels Dolmans Cycling Team           | + 6"     |
| 20      | Amy Pieters               | Wiggle High5                         | + 9"     |

2015 · 2016 · 2017 · 2018 · 2019 · 2020 · 2021 · 2022 · 2023 · 2024 · 2025
 Strade Bianche ·
 Ronde van Drenthe ·
 Trofeo Alfredo Binda-Comune di Cittiglio ·
 Gent-Wevelgem ·
 Ronde van Vlaanderen ·
 Waalse Pijl ·
 Ronde van Chongming ·
 Ronde van Californië ·
 Philadelphia International Cycling Classic ·
 The Women's Tour ·
 Ronde van Italië voor vrouwen ·
 La Course by Le Tour de France ·
 RideLondon Classic ·
 Open de Suède Vårgårda ·
 Bretagne Classic ·
 La Madrid Challenge by La Vuelta